# Incidents: Now They Are
Incidents: Now They Are es una serie de obras de arte de artistas conceptuales Art and Language. Dos de las obras de la serie, Incident : Now They Are, Elegant e Incident : Now The Are, Look out, formaban partes de la colección permanente del MACBA.

## Autores
El grupo Art & Language ha tenido un rol central en la emergencia del arte conceptual tanto de un punto de vista teórica como de la práctica artística. Fundado a Coventry (Inglaterra) en 1968 por Terry Atkinson, Michael Baldwin, David Bainbridge y Harold Hurrell, Art & Language recogía el trabajo conjunto que estos artistas llevaban a cabo desde el 1965. Un año después la edición del primer número de la revista Art-Language (1969-1985), una publicación que reflexionaba sobre los problemas teóricos del arte conceptual. Esta revista (conjuntamente con Analytical Arte, 1971-1972; The Fox, 1965-1976, y Art-Language New Serie, 1994-1999) se ha convertido en el foco de sus proposiciones discursivas. Entre 1969 y 1970 se han añadido al grupo, Mel Ramsden, Ian Burn, Joseph Kosuth y Charles Harrison, y en los años siguientes el colectivo ha alcanzado más de una treintena de artistas.

## Descripción
La obra forma parte de una serie de tres esculturas que ha sido realizada en 1993, que se titulaba Incidents: Now They Are. Estas obras tienen que estar, a la vez, vinculadas a Index (Now They Are) (1992-1993), una segunda serie de 22 pinturas, que muestra el cuadro El Origen del Mundo (1866) de Gustave Courbet detrás de un cristal translucide de color rosa. 

## La serie
La serie Incidents: Now They Are, pues, reinterpreta los cuadros de Courbet. Se trata de tres construcciones en forma de caja de forma cuadrada. Cada una está formada por siete carteles montados sobre bastidores y cubierta por una placa de vidrio pintado. Seis de estas pinturas encajan y forman un cube que está abierto al nivel de los lados. Algunas pinturas se enfrentan al interior y otros miran hacia el exterior; la séptima se utiliza como pared interior que divide el cube. 
Las siete pinturas de la obra Incident, Now They Are, Look Out tienen como punto de salida la obra de Courbet La Fuente de la Alquile (1864), un paisaje (la entrada de una gruta), que evoca el sexo femenino. Los cuadros utilizados para la obra Incident, Now They Are, Elegant e Incident, Now They Are, Next reinterpretan respectivamente Landscape (1864) y El Origen del mundo (1866), de Courbet. La serie reflexiona sobre la dialéctica entre visibilidad y ocultación en la historia de la pintura y inclue el rol del museo como mecanismo que favorece esta dinámica.